# Банди, Макджордж
Макджордж Банди (англ. McGeorge Bundy; 30 марта 1919, Бостон, США — 16 сентября 1996, там же) — американский государственный и политический деятель, советник президента США по национальной безопасности при президентах Джоне Кеннеди и Линдоне Джонсоне. Президент Фонда Форда (1966—1979). Член Американского философского общества (1991).

## Биография
Родился в богатой бостонской семье: отец был известным адвокатом, а затем являлся помощником военного министра времен Второй мировой войны Генри Стимсона; мать происходила из бостонских браминов, тесно связанных с республиканцами.
В 1940 г. окончил Йельский университет, где входил в студенческое братство «Череп и кости». Во время Второй мировой войны с 1942 г. служил в Управлении военной информации США, а также в Командном центре разведки. Уволился в 1946 г. в звании капитана.
Являлся соавтором Генри Стимсона при написании его биографии. В 1948 г. являлся одним из спичрайтеров кандидата на пост президента от Республиканской партии Томаса Дьюи. C 1949 по 1951 г. работал в Совете по международным отношениям, где занимался анализом влияния Плана Маршалла на ситуацию в Европе.
С 1953 г. — декан факультета искусств и наук Гарвардского университета, имел звание профессора политологии, не получив ученой степени. В 1954 г. был избран членом Американской академии искусств и наук. На этой должности сумел привлечь к преподаванию многих известных американских ученых того времени.
В 1961—1966 гг. — советник президента США по национальной безопасности. Сыграл значительную роль в вопросах реализации американской внешней политики в администрации Кеннеди и отчасти — Джонсона, в их числе «Операция в заливе Свиней» (1960), «Карибский кризис» (1962) и начало Войны во Вьетнаме. С 1964 г. он был также председателем Комитета 303, отвечающего за координацию правительственных секретных операций. Изначально являлся одним из главных архитекторов эскалации Вьетнамской войны, поддерживал американские бомбардировки Северного Вьетнама. Позже он один из первых представителей администрации США выразил сожаление по этому поводу. В 1966 г. ушел в отставку с государственной службы.
В 1966—1979 гг. — президент Фонда Форда.
В 1979—1989 гг. — профессор истории Нью-Йоркского университета. Он помог основать группу, известную как «Банда четырех», в которую помимо него входили Роберт Макнамара, Джордж Кеннан и Герберт Сковилл. Группа совместно продвигала идеи относительно американской ядерной политики. В 1983 г. ими была опубликована статья, в которой предлагалось прекращение американской политики «первого применения ядерного оружия, чтобы остановить советское вторжение в Европу».
С 1990 по 1996 г. являлся исследователем Корпорации Карнеги Нью-Йорка.

## Сочинения
- Henry Stimson, McGeorge Bundy On Active Service in Peace and War. — New York: Harper & Brothers, 1947.
- Danger and Survival: Choices about the Bomb in the First Fifty Years. — New York: Vintage Books, 1988. ISBN 0-394-52278-8.